# Punta Inca
La punta Inca es un cabo libre de hielo que se encuentra en la costa noroeste de la caleta Armonía, cerca del extremo occidental de la isla Nelson, en las islas Shetland del Sur de la Antártida.

## Historia y toponimia
Su nombre fue colocado por la Armada Argentina, ya que una roca aislada cercana al noreste de la punta tiene un parecido con una cabeza Inca. El nombre se mantuvo en la toponimia antártica de Reino Unido y Estados Unidos. En 1958 también figuró en una publicación argentina como Piedra del Inca. Otra roca llamativa en las cercanías es llamada La Esfinge, figurando en 1970 el nombre punta Esfinge.
El 15 de diciembre de 1954, la Armada Argentina instaló aquí el refugio naval Francisco de Gurruchaga. También fue denominado como refugio Armonía y fue utilizado en las campañas antárticas argentinas de 1954-1955 y 1957-1958. Fue habilitado como base Gurruchaga, una base antártica temporal en la campaña 1997-1998 y luego cerrada, volviendo a utilizarse como refugio.

## Ecología
Ubicada al este de la punta Armonía, el área está protegida desde 1985 por el Sistema del Tratado Antártico. Fue el Sitio de Especial Interés Científico N.º 14 hasta 2002, y desde entonces es la Zona Antártica Especialmente Protegida N.º 133 bajo propuesta y conservación de Argentina y Chile. La ZAEP incluye las puntas Armonía, Inca y Dedo, el hielo contiguo y la zona marina adyacente en la caleta Armonía. El sitio también ha sido identificado como un área importante para la conservación de las aves por BirdLife International.

## Reclamaciones territoriales
Argentina incluye a la isla Nelson en el departamento Antártida Argentina dentro de la provincia de Tierra del Fuego, Antártida e Islas del Atlántico Sur; para Chile forma parte de la comuna Antártica de la provincia Antártica Chilena dentro de la Región de Magallanes y de la Antártica Chilena; y para el Reino Unido integra el Territorio Antártico Británico. Las tres reclamaciones están sujetas a las disposiciones del Tratado Antártico.
Nomenclatura de los países reclamantes: 
- Argentina: punta Inca[15][16]
- Chile: ¿?
- Reino Unido: Inca Point[3]